# 日比野貴之

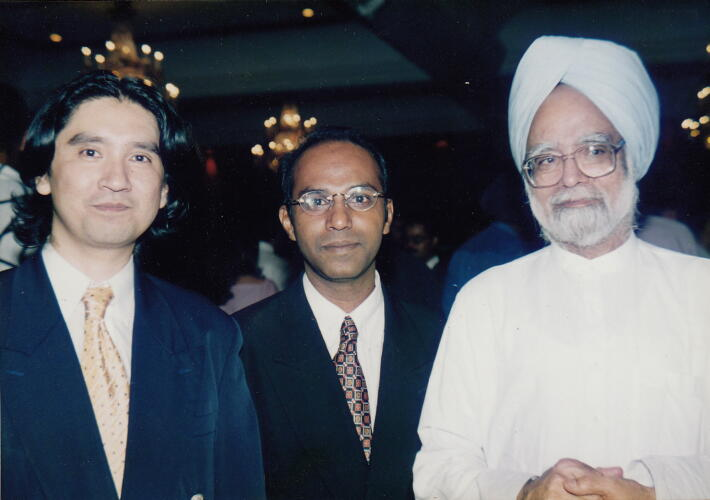
インド・シン首相（右側）、画家ナレンダー（中央）と日比野貴之

日比野 貴之（ひびの たかゆき、1961年5月12日 - ）は、セルフトートアーティスト、ホログラム・コラージュのパイオニアであり研究者。

## 経歴
愛知県名古屋市出身。
10年以上日本国外を放浪、遍歴。各国、各地の芸術化との交流を通じて、それぞれの文化や芸術技法を実体験により学びながら、自身の芸術を追及する。
1990年よりビジュアルアートとして、ホログラム・コラージュの技法研究とアート運動を始める。1995年、世界のアート界で初めての試みとなるホログラム・コラージュを発表。パルコ・アーバナート#4審査員伊東順二賞、第11回日匠大賞を初めとして国内外入賞、入選多数。2004年、中国・上海アートフェア招待出品。

## 受賞
- 1995年

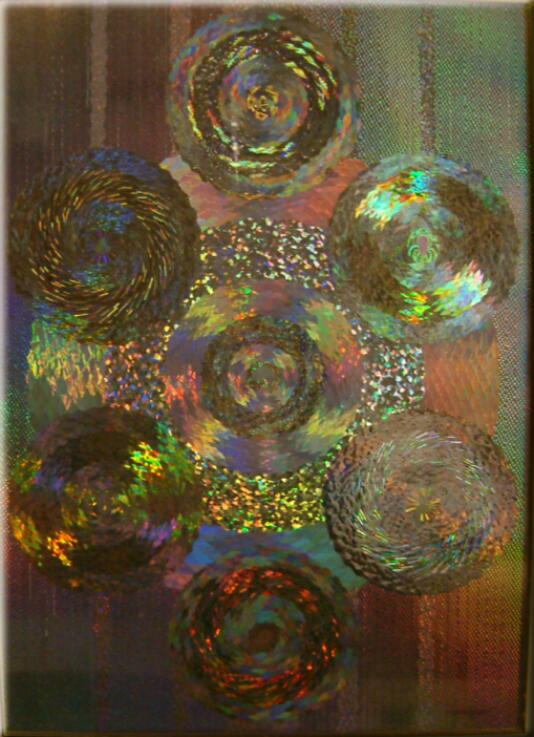
SENSE (1995) パルコ・アーバナート#4審査員伊東順二賞© 1995 Takayuki Hibinio All Rights Reserved.

  - パルコ・アーバナート#4 / 審査員・伊東順二賞
  - 他
- 1996年
  - 天理ビエンナーレ / 入選
  - 他
- 2002年
  - 第21回ゴールドコースト国際陶芸展 / 入選

## 個展・グループ展
- 1996年
  - ホログラム・コラージュ展 （ギャラリープラネット、名古屋）
- 1997年
  - 上海イン ドラゴン展 藍 （上海、中国）
  - BIZEN 1999 （高島屋岡山店）
  - 日印芸術文化交流展 （ニューデリー他、インドICCR）
- 2000年
  - WASABI展 （三越倉敷店）
- 2001年
  - BIZEN 2001 （高島屋岡山店）
- 2002年
  - WASABI展 （三越倉敷店）
- 2003年
  - ゴールドコースト国際陶芸展 （ゴールドコースト、オーストラリア）
  - ホログラム・コラージュ展 （日本外国人特派員協会、有楽町）
  - 上海アートフェア（招待出品）（上海、中国）
- 2007年
  - FUTURE展（ARMA・MUSEUM、バリ島、インドネシア）
  - マンダラ祭（アートセンター、バリ島、インドネシア）

## パブリック・コレクション
- ARMA・MUSEUM（作品：Full MOON）（バリ島、インドネシア）